# Jakob Klaesi
Jakob Klaesi-Blumer (Luchsingen, Suiza, 29 de mayo de 1883-Knonau, Suiza, 17 de agosto de 1980) fue un psiquiatra suizo conocido por sus contribuciones a la terapia del sueño y su análisis fenomenológico de la expresión.

## Biografía
De 1903 a 1909, Klaesi estudió medicina en Zúrich, Kiel y Múnich; en 1912 se doctoró en Zúrich. Posteriormente, trabajó como médico asistente y  como médico superior bajo la dirección de Eugen Bleuler en la Clínica Psiquiátrica Universitaria Burghölzli de Zúrich, donde obtuvo su habilitación en 1921. De 1923 a 1926 fue médico jefe de la Clínica Universitaria Psiquiátrica de Basilea y, posteriormente, director de la clínica privada Knonau. Desde 1933 fue inicialmente profesor extraordinario, y posteriormente de 1936 a 1953 catedrático de psiquiatría en la Universidad de Berna (rector de 1950 a 1951) y director de la Clínica Psiquiátrica de Waldau desde el 1 de abril de 1933.
Kläsi fue conocido por la introducción del tratamiento del sueño (1921). Estableció colonias para enfermos y, en 1934, fundó la clínica psiquiátrica de Berna. Como docente, influyó significativamente en la formación de los médicos. Kläsi también escribió poemas y obras de teatro.

## Obras publicadas
- Klaesi, Jakob (1917), "Ueber psychiatrischpoliklinische Behandlungsmethoden", Z. Ges. Neurol. Psychiat., 36:431–450
- Klaesi, Jakob (1917), "Die psychogenen Ursachen der essentiellen Enuresis nocturna infantum", Schweiz. Arch. Neurol. Psychiat. 35:371
- Klaesi, Jakob (1921), "Ueber Somnifen, eine medikamentöse Therapie schizophrener Aufregungszustände", Schweiz. Arch. Neurol. Psychiat. 8:131
- Klaesi, Jakob (1922), "Ueber die therapeutische Anwendung der ‘Dauernarkose’ mittels Somnifen bei Schizophrenen",Z. Ges. Neurol. Psychiat., 74:557
- Klaesi, Jakob (1937), "Die Irrenanstalt als Weg zur Rückkehr ins Leben", In: Vom seelischen Kranksein, Vorbeugen und Heilen. Paul Haupt, Bern/Leipzig
- Klaesi, Jakob (1938), "Ohne Insulin", Schweiz. Med. Wochenschr. 68:1164
- Klaesi, Jakob (1950), "Der unheilbare Kranke und seine Behandlung", Rektoratsrede University of Berne, 18. 11. 1950, Paul Haupt, Bern
- Klaesi, Jakob (1952) "Psychotherapie in der Klinik", Montasschr. Psychiat. Neurol. 124: 334–353
- Klaesi, Jakob (1953) "Ueber Neurosenlehre und Psychotherapie", In: von Bergmann, G. (Editor), Handbuch der Inneren Medizin, Springer, Berlin/Göttingen/Heidelberg
- Klaesi, Jakob (1969), Gott und sein Zweifler, Werner Classen, Zürich
- Klaesi, Jakob (1977), "Psychiatrie in Selbstdarstellungen", In: Pongratz L. J. (Editor). ... Hans Huber, Bern